# Бінґхем-Лейк (Міннесота)
Бінґхем-Лейк (англ. Bingham Lake) — місто (англ. city) в США, в окрузі Коттонвуд штату Міннесота. Населення — 137 осіб (2020).

## Географія
Бінґхем-Лейк розташований за координатами 43°54′34″ пн. ш. 95°2′46″ зх. д. / 43.90944° пн. ш. 95.04611° зх. д. (43.909474, -95.046037).  За даними Бюро перепису населення США в 2010 році місто мало площу 1,95 км², уся площа — суходіл.

## Демографія
Згідно з переписом 2010 року, у місті мешкало 126 осіб у 55 домогосподарствах у складі 34 родин. Густота населення становила 65 осіб/км².  Було 63 помешкання (32/км²).
Расовий склад населення:
| - 96,0 % — білих - 0,8 % — азіатів - 2,4 % — осіб інших рас |

До двох чи більше рас належало 0,8 %. Частка іспаномовних становила 0,0 % від усіх жителів.
За віковим діапазоном населення розподілялося таким чином: 24,6 % — особи молодші 18 років, 56,4 % — особи у віці 18—64 років, 19,0 % — особи у віці 65 років та старші. Медіана віку мешканця становила 46,0 року. На 100 осіб жіночої статі у місті припадало 113,6 чоловіків;  на 100 жінок у віці від 18 років та старших — 97,9 чоловіків також старших 18 років.
Середній дохід на одне домашнє господарство  становив 42 412 долари США (медіана — 34 167), а середній дохід на одну сім'ю — 48 731 долар (медіана — 38 750). За межею бідності перебувало 22,8 % осіб, у тому числі 51,7 % дітей у віці до 18 років та 0,0 % осіб у віці 65 років та старших.
Цивільне працевлаштоване населення становило 63 особи. Основні галузі зайнятості: виробництво — 27,0 %, освіта, охорона здоров'я та соціальна допомога — 19,0 %, будівництво — 17,5 %.